# 두에국립광업학교
에꼴데민 두에 혹은 두에 국립광업학교(프랑스어: École nationale supérieure des mines de Douai, 프랑스어: École des mines de Douai)는 프랑스 그랑제콜로서 재료공학 및 기계공학에 특화된 최상위권 그랑제콜 중 하나이다. 졸업시 학부와 석사학위가 동시에 주어지는 엔지니어 과정(Ingénieur), 연구석사과정(Master recherche), 전문석사(Master Pro) 그리고 박사과정(École Doctorale)을 교육한다. 왕실 광산의 책임자들을 양성하기 위하여 루이 16세의 명령으로 1783년 3월 19일 설립되었다. 국립광업학교 두에 이외에도 프랑스 전국에 6개가 더있다. 설립 당시, 광업은 광부들의 안전부터 광산 경영까지 당대 최고의 기술이 요구되는 산업이었다. 이 학교는 여러 분야의 전문가들은 양성했고 오늘날까지 최고 학교가 될 수 있게 변모를 해왔다.
국립광업학교 연합 (GEM)에는 본 학교와 더불어 파리 국립광업학교, 생테티엔 국립광업학교, 낭트 국립광업학교 (École des mines de Nantes) 그리고 낭시 국립광업학교 (École des mines de Nancy)가 있다.

## 역사

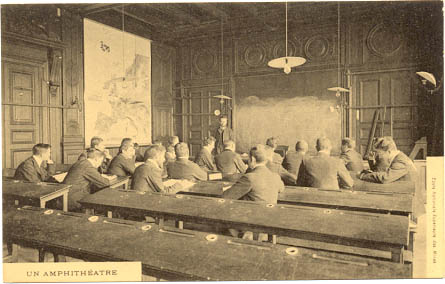
19세기의 국립광업학교 수업

1783년 3월 19일 루이 16세 정부의 자문회의의 법령에 의해서 파리부터 설립되었다. 원래는 파리의 오텔 데 모내(프랑스어:hôtel des Monnaies)에 건립되었고 1791년 프랑스 혁명때 사라졌다가 국민 공회가 창설한 공안위원회(프랑스어:Comité de Salut public)에 의해 1794년에 재설치되었고 1802년 통령의 법령으로 사브와 지역으로 옮겨졌다. 그 후 광산 책임자들이 필요한 각 도시에 캠퍼스를 확장했다.

## 교육과정

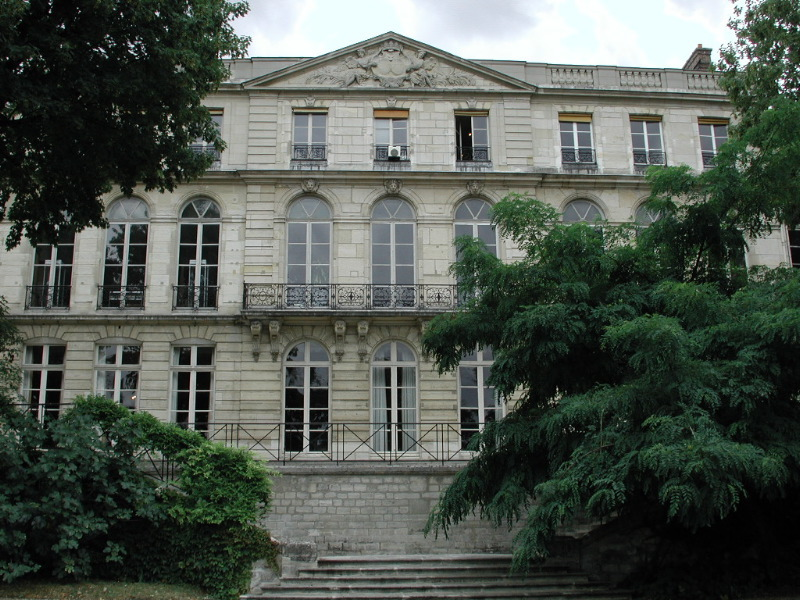
오늘날의 국립 광업 학교

국립광업학교는 연구, 개발, 생산, 경영 등의 여러 분야의 책임자가 될 고급 공학자를 양성한다. 교과 과정은 이와같이 요구되는 다양성에 적합하게 운영된다.

## 저명한 동문
저명한 동문으로는 1992년 노벨 물리학상을 받은 Georges Charpak(1924-), 르노 및 닛산 자동차 사장 Carlos Ghosn(1954-), 1988년 노벨 경제학상을 받은 Maurice Allais(1911-) 등이 있다.

## 같이 보기
- 파리 국립광업학교 (École Nationale Supérieure des mines de Paris)
- 생테티엔 국립광업학교 (École Nationale Supérieure des mines de Saint-Étienne)
- 낭시 국립광업학교 (École Nationale Supérieure des mines de Nancy)
- 낭뜨 국립광업학교 (École Nationale Supérieure des mines de Nantes)
- 국립광업학교 연합 (GEM)